# For Peace and Liberty: In Paris Dec 1972
For Peace and Liberty: In Paris Dec 1972 ist ein Jazzalbum der Black Artists Group. Die im Dezember 1972 im Maison de l’ORTF in Paris entstandenen Aufnahmen erschienen im September 2024 in Zusammenarbeit mit dem Institut national de l’audiovisuel auf dem Label Wewantsounds.

## Hintergrund
Die Black Artists Group (BAG) war eine Kulturorganisation, die von 1968 bis 1972 in St. Louis, Missouri, existierte. Sie ist mit der Association for the Advancement of Creative Musicians (AACM) in Chicago vergleichbar, aber während die AACM sich ausschließlich auf Musik konzentrierte, umfassten die Projekte der BAG auch Theater, Poesie und bildende Kunst. Allerdings versiegten jedoch die staatlichen Zuschüsse, die ihnen den Durchbruch ermöglicht hätten, und sie lösten sich auf. Von einer größeren Kulturorganisation blieb nur noch ein einzelnes Ensemble: Ende 1972 reisten der Saxophonist Oliver Lake, die Trompeter Baikida Carroll und Floyd LeFlore, der Posaunist Joseph Bowie und der Schlagzeuger Charles „Bobo“ Shaw nach Frankreich, wo sie nach dem Jahreswechsel die bis dato einzige gemeinsame Veröffentlichung der Black Artists Group aufnahmen: „In Paris, Aries 1973“. Das Album war allerdings jahrzehntelang vergriffen, bis es 2018 auf Vinyl neu aufgelegt wurde.
Während des Aufenthalts der Musiker in Paris war Material für ein zweites Album der Gruppe entstanden, For Peace and Liberty: In Paris Dec 1972, eine Aufnahme derselben Besetzung, die ein paar Monate zuvor in den Studios des ORTF aufgenommen wurde, der französischen staatlichen Rundfunkgesellschaft jener Zeit. Die Aufnahme blieb seit ihrer ursprünglichen französischen Radioübertragung ungehört. Die ORTF wurde 1975 aufgelöst, aber aus ihren Archiven wurden Mitschnitte aus den späten 1960ern und frühen 70er-Jahren, als Dutzende amerikanischer Musiker sich in Frankreich aufhielten, veröffentlicht, darunter Aufnahmen von Pharoah Sanders, Ahmad Jamal, Larry Young (In Paris: The ORTF Recordings), Wes Montgomery und Albert Ayler (Revelations: The Complete ORTF 1970 Fondation Maeght Recordings).

## Die Musik des Albums
Mit „Part 1“ beginnt die Veranstaltung zeremoniell, wobei alle fünf Mitglieder einen senegalesischen „Willkommensrhythmus“ auf Schlaginstrumenten spielen, notierte Shaun Brady. Die Bläser schmettern eine dissonante Fanfare, während Bobo Shaw mit explosiver Intensität zum Schlagzeug übergeht, bevor er in ein sanfteres, fast gezeitenartiges Zusammenspiel mit Joseph Bowies Congas und Baikida Carrolls Kuhglocke übergeht. In der Mitte von „Part 2“ webt Oliver Lakes Altsaxophon schlangenförmige Linien über die Prozession, angestachelt von Pfeifenstößen. „Part 3“ löst sich in Klänge und Texturen auf, unisono Bläserlinien unterstreichen gutturale Stöße von Bowies Posaune, erstickte Vokalisationen, schimmernde Perkussion und mäandernde Trompeten-Erkundungen von Carroll und Floyd LeFlore. Diese schaukeln sich in „Part 4“ zu einer freien Improvisationslawine hoch, die sich in eine cartoonartige Burleske eines Militärmarsches auflöst, einer von mehreren Momenten, in denen der schelmische Sinn für Humor der Band zum Vorschein kommt.
Das Finale endet in einem straffen Funk, der sich nahtlos in eine Wiederholung des senegalesischen Rhythmus des Anfangs verwandelt, eine Illustration der engen Verbindung zwischen den Wurzeln und der Zukunft der Musik.

## Titelliste
- Black Artists Group: For Peace and Liberty: In Paris Dec 1972[3]

1. For Peace and Liberty Part 1 3:35
2. For Peace and Liberty Part 2 7:03
3. For Peace and Liberty Part 3 7:06
4. For Peace and Liberty Part 4 4:57
5. For Peace and Liberty Part 5 4:45
6. For Peace and Liberty Part 6 8:32

## Rezeption

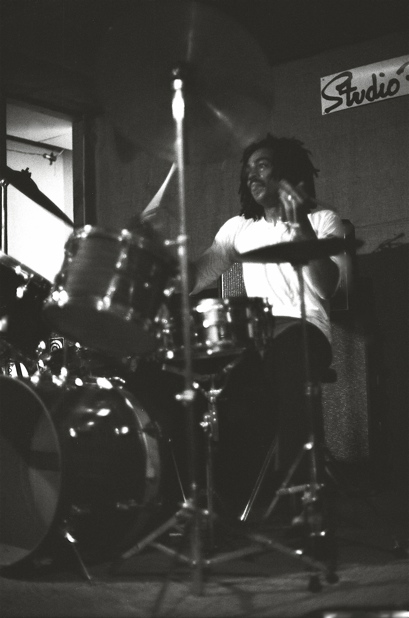
Charles „Bobo“ Shaw (1976)

Nach Ansicht von Shaun Brady, der das Album in Daily Bandcamp rezensierte, ist dies ein völlig anderes Werk als sein Vorgängeralbum, das im folgenden Jahr aufgenommen wurde. Während Aries 1973 mit gegensätzlicher Dynamik arbeite und ständig zwischen Minimalismus und Lärm wechsle, sei For Peace and Liberty  vielfältiger, aber dennoch dringlicher, geleitet vom Schlagzeugspiel von Charles „Bobo“ Shaw, der von treibenden Grooves zu brodelnder Spannung, von aufgeregtem Lärm zu pointillistischen Provokationen wechsle.
Während die AACM-Musiker nur gelegentlich mit Künstlern aus anderen Medien zusammentrafen, sei die multidisziplinäre Zusammenarbeit für die BAG von zentraler Bedeutung gewesen, das in seiner ursprünglichen Form Tänzer, Theaterkünstler, Dichter und bildende Künstler umfasste. Dieses Gefühl des Theatralischen bleibe in der Art und Weise erhalten, wie sich diese 35-minütige Aufführung wie eine Erzählung mit Momenten kühner Theatralik entfaltet, die einen nach einer visuellen Begleitung lechzen lassen, so Brady weiter. Auch ohne diesen Kontext sei For Peace and Liberty eine aufregende, musikalisch akrobatische Live-Aufnahme. Als wichtiges Dokument einer unterrepräsentierten Bewegung und einer prägenden Periode in der Entwicklung einiger der einflussreichsten Philosophen und Interpreten der Musik sei es eine unverzichtbare Veröffentlichung.
Die Elastizität der Zeit ist etwas, das man bei kreativer, improvisierter Musik nie aus den Augen verlieren sollte. Musik, die letzte Woche aufgenommen wurde, kann manchmal veralteter klingen (und sicherlich weniger „im Moment“ inspiriert) als Musik, die vor Jahrzehnten aufgenommen wurde, schrieb Nic Jones in seiner Rezension von For Peace and Liberty im Jazz Journal. Diese Veröffentlichung ist ein typisches Beispiel dafür. Die Musik ist ein Beispiel für eine Ära, die weitaus kreativer und fließender ist als die, die der kulturelle Konservatismus so vieler zeitgenössischer Jazzmusiker suggeriere. Auch wenn Echos der Ära des Art Ensemble of Chicago vor Don Moye bemerkenswert sein mögen, sind das Eingehen von Risiken, das Untergraben konventioneller Formen und eine Anerkennung „der Tradition“, die sich nicht im Geringsten (zum Beispiel) auf die Wiederkäuung der Hard-Bop-Orthodoxie stütze, allesamt integrale Bestandteile der Musik hier.

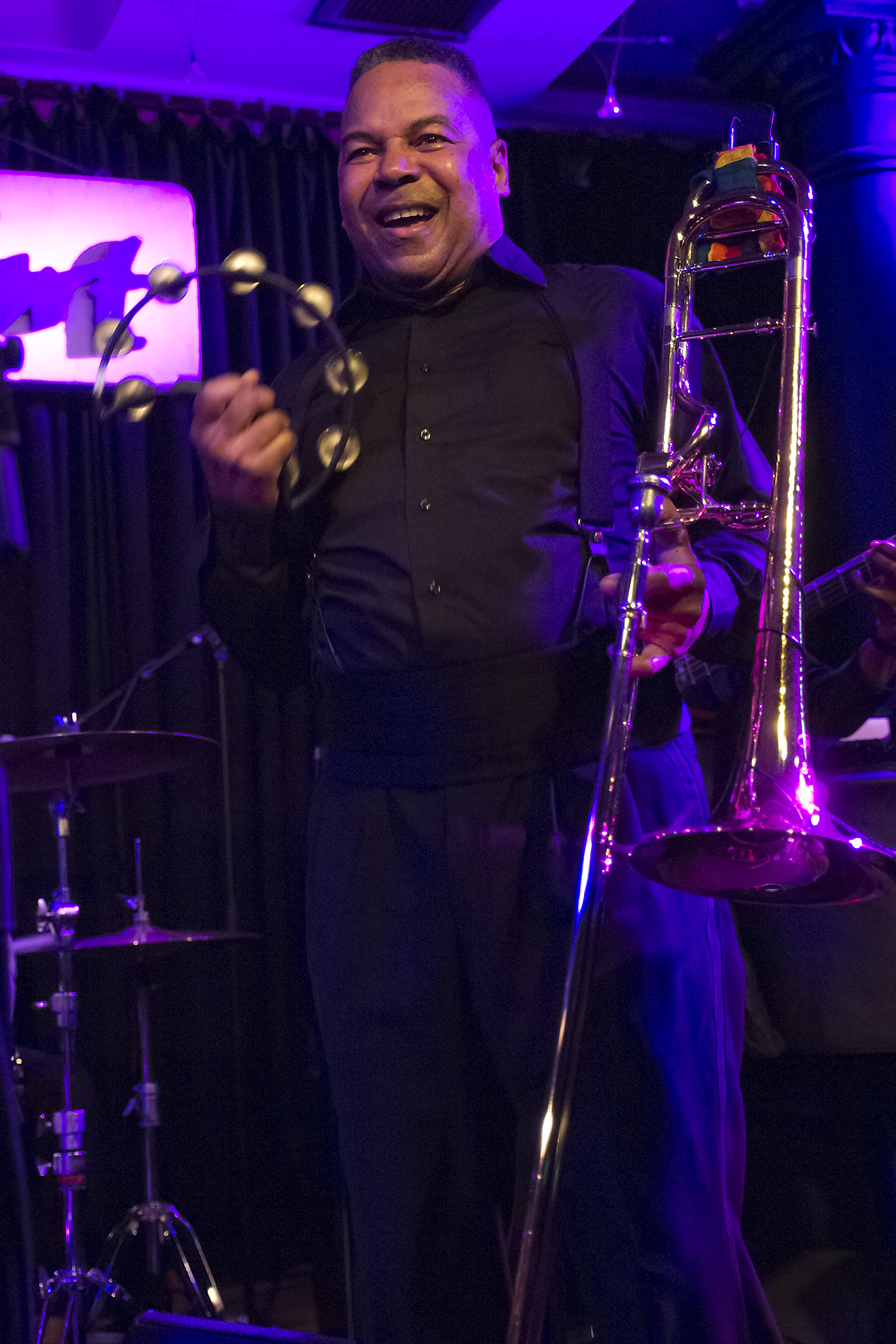
Joseph Bowie (2012)

For Peace and Liberty, ein einziges durchlaufendes 36-minütiges Stück, beginne mit allen Gruppenmitgliedern, die Perkussionsinstrumente spielen und komplexe Interaktionen in Gang setzen, die Jazz und afrikanische Musik auf eine Art und Weise vermischen, die der des Art Ensemble of Chicago oder Idris Ackamoors Gruppe The Pyramids nicht unähnlich sei, schrieb Phil Freeman (Ugly Beauty/Stereogum). Schließlich würden die Bläser zu ihren Hauptinstrumenten zurückkehren und Charles „Bobo“ Shaw die rhythmische Aufgabe überlassen, während sie sich auf verschiedene individuelle Reisen begeben. „Part 3“ biete einige faszinierende Darbietungen „erweiterter Techniken“, darunter unheimliches Zischen und Knurren, zusammen mit sanften und experimentellen Soli in einer Art und Weise, die dem Loft-Jazz der Mitte der 1970er-Jahre näher komme als dem schreienden Free Jazz der Zeit von 1964 bis 1969. Dies sei eine großartige Platte und trage wesentlich dazu bei, zu zeigen, dass die Black Artists Group etwas Einzigartiges und Anderes machten als das AACM oder jedes andere Kollektiv dieser Zeit, und sie verdienten es, viel bekannter zu werden, als sie es derzeit sind.
Dies sei eine wichtige Ergänzung zum winzigen Katalog der Black Artist Group, obwohl diese Spieler – Oliver Lake, Joseph Bowie, Baikida Carroll, Charles „Bobo“ Shaw und Floyd LeFlore im Laufe der Jahre offensichtlich in anderen Konfigurationen zusammengearbeitet hätten, schrieb Hank Shteamer in Dark Forces Swing. Man erlebe weit offene Musik, die von Funky bis Abstrakt reiche und eine oberflächliche Ähnlichkeit mit zeitgenössischen AACM-Werken aufweise, aber eine eigene, unverwechselbare Atmosphäre habe.